# Próg wyczuwalności zapachu
Próg wyczuwalności zapachu, próg wyczuwalności węchowej (cth) – stężenie odorantu (wonnego związku chemicznego lub ich mieszaniny) w powietrzu, przy którym istnieje 50% prawdopodobieństwo wyczucia węchem różnicy między zapachem powietrza domieszkowanego i czystego. Próg rozpoznania zapachu jest około dziesięciokrotnie wyższy.
Stosowane są pojęcia progu indywidualnego, grupowego i zespołowego. Próg zespołowy jest średnią geometryczną z wyników uzyskanych przez grupę ludzi, którzy spełniają określone w normie europejskiej PN-EN 13725 kryteria sprawności sensorycznej (zespół).
Progi wyczuwalności zapachu różnych związków chemicznych są bardzo zróżnicowane (rząd wielkości od 10−4 do 105 ppm). Wysokość progu jest zależna np. od polarności cząsteczek, obecności określonych grup funkcyjnych, wielkości i kształtu cząsteczki (czynniki stereochemiczne). Bardzo niskimi wartościami progów charakteryzują się np. związki siarkoorganiczne i aminy. Progi wyczuwalności mieszanin związków chemicznych nie są wielkościami addytywnymi.
Dostępne w piśmiennictwie wartości progów wyczuwalności są bardzo zróżnicowane (osobnicze różnice wrażliwości węchu, zmienność pod wpływem innych bodźców, przyczyny metodologiczne), co ilustrują poniższe przykłady, zaczerpnięte z obszernego opracowania Johna Amoore’a. Amoore zgromadził źródłowe dane z lat 1909–1983, dotyczące kilkuset związków występujących w atmosferze przemysłowej. Celem pracy było określenie możliwości uznawania zapachu za sygnał alarmowy, ostrzegający o zagrożeniu chemicznym.
| Nazwa związku     | Masa molowa [g/mol] | Wzór sumaryczny | Liczba danych źródłowych | Próg (średnia geom.) [ppm] | śr. geom. / SD | śr. geom. × SD |
| Siarkowodór       | 34,1                | H2S             | 26                       | 0,008                      | 0,0054         | 0,0122         |
| Dwusiarczek węgla | 76,1                | CS2             | 6                        | 0,11                       | 0,058          | 0,209          |
| Metanotiol        | 48,1                | CH3SH           | 10                       | 0,002                      | 0,0008         | 0,0032         |
| Amoniak           | 17,0                | NH3             | 13                       | 5,20                       | 2,6            | 10,4           |
| Metyloamina       | 31,1                | CH3NH2          | 5                        | 3,20                       | 0,7            | 14,7           |
| Trimetyloamina    | 59,1                | (CH3)3N         | 4                        | 0,0004                     | 0,0003         | 0,0006         |
| Benzen            | 78,1                | C6H6            | 23                       | 12,0                       | 7,5            | 19,2           |

Próg wyczuwalności nie jest wielkością addytywną – zestawienia wiarygodnych wartości cth [ppm] czystych związków chemicznych nie umożliwiają przewidywania zapachu ich mieszanin z innymi związkami (zob. „Zapach”, sekcja Próg wyczuwalności zapachu mieszanin). W mieszaninach odorantów występują tzw. interakcje węchowe (wzajemne wzmocnienie, osłabienie lub maskowanie). Możliwości wykorzystywania węchu jako „osobistego urządzenia”, ostrzegającego przed zagrożeniem chemicznym, ogranicza dodatkowo adaptacja sensoryczna (zmiany indywidualnego progu wskutek trwałego działania bodźca, powodujące zanik wrażenia).